# Distrito de Pampamarca (La Unión)

Escudo del distrito de Pampamarca

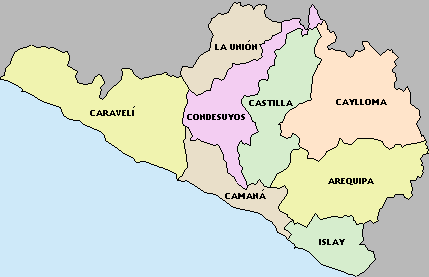
Provincias de Arequipa

El distrito de Pampamarca es uno de los diez que conforman la provincia de La Unión en el departamento de Arequipa en el sur del Perú.
Desde el punto de vista jerárquico de la Iglesia católica forma parte de la Prelatura de Chuquibamba en la Arquidiócesis de Arequipa.

## Historia
El distrito fue creado en los primeros años de la República.

## Geografía
Situado en la confluencia del río Cotahuasi y el río Pampamarca, así como de los nevados Solimana y Firura.

## Centros poblados
Tiene como capital al pueblo de Mungui y además los siguientes Anexos: Pampamarca, Sacachacaypa, Santa Rosa, Siccincaya, Huarhua y Lancarolla.

## Autoridades

### Municipales
- 2011-2014[3]
  - Alcalde: Edgar Emiliano Zanabria Huamaní, del Movimiento Fuerza Arequipeña (FA).
  - Regidores: Víctor Ñuñure López (FA), Yoni Rodi Gonzales Pérez (FA), Felipe Benicio Sivincha Chacón (FA), Eufemia Gladis Quispe Huamaní (FA), Teodoro Vivian Llamoca Condo (Acción Popular).
- 2007-2010
  - Alcalde: Lelis Enrique Ludeña Blas.
- 2023-2026
  - Alcalde: Edwin Hugo Huamani Supa.

### Religiosas
- Obispo Prelado: Mons. Mario Busquets Jordá.

## Turismo
El distrito cuenta con los siguientes recursos turísticos:
- Bosque de piedras de Huito, formado por rocas a las que el viento, el sol y la lluvia han erosionado dándoles curiosas formas.
- Chullpas, torres funerarias que datan de épocas preincaicas, posiblemente de la cultura Huari, ubicados en Cerro Huito.
- Catarata de Uskune, ubicada a 3200 m s. n. m. con 90 m de caída.
- Poblado de Tecca, a tres horas a pie de Pampamarca y a una altitud de 3900 m s. n. m. Tradicional pueblo de montaña con sus casas de adobe con techo de ichu. y varias pequeñas cscadas en sus alrededores.
- Aguas termales de Ccosla, de Mungui y de Chipito.

## Festividades
- Virgen de la Candelaria.
- Santiago.